# روبرت باول ويستون
روبرت باول ويستون هو كاتب وكاتب للأطفال كندي، ولد في 21 أكتوبر 1975 في دوفر في المملكة المتحدة.

## وصلات خارجية
- الموقع الرسمي